# Caillou

Caillou nella sigla

Caillou è una serie animata canadese prodotta da Cinar (stagioni 1–3), Cookie Jar Entertainment (stagioni 4–5) e Clockwork Zoo (stagione 5) e basata sui libri scritti da Christine L'Heureux e Helene Despeteaux. La serie è stata trasmessa per la prima volta in Italia su Disney Channel dal 1999; successivamente, dal 2009, i nuovi episodi vengono trasmessi su Boomerang. In chiaro, la serie viene trasmessa su Rai 2.

## Trama
Caillou è un bambino di quattro anni che vive insieme ai genitori, e con la sua sorellina Rosie. È appassionato di calcio, come si può vedere da varie puntate, e infatti gioca in una squadra che ha come allenatore il proprio nonno a cui è molto affezionato. Va molto spesso a casa della nonna, frequenta l'asilo dove la sua insegnante è la signora Martin. I suoi migliori amici sono Leo, Clementine, Xavier, Robbie (sordomuto), Alan (con la sindrome di Down), Andy (autistico), Lee Wun ed Emma, ammalata di diabete. A Caillou piace molto esplorare e scoprire cose nuove.

## Episodi
1. Caillou si ammala
2. La telefonata di Caillou
3. Caillou va a dormire fuori
4. Caillou gioca a fare il bebé
5. Caillou va in aereo
6. Caillou osserva gli uccellini
7. Caillou e la bambola
8. Caillou si fa un po' male
9. Caillou giocatore di calcio
10. Caillou esploratore della giungla
11. Caillou adora Halloween
12. Il picnic di Caillou
13. Stelle cadenti
14. Il pirata Caillou
15. Tanti sapori diversi
16. Caillou sconfigge il caldo
17. Il cagnolino smarrito
18. Caillou va a sciare
19. Una barca molto speciale
20. La festa della mamma
21. Il letto a castello
22. Novità nel quartiere
23. La passione per la cucina
24. Caillou e i pirati
25. L'uccellino ferito
26. Caillou va dal dentista
27. Le lanterne di zucca
28. Inventare e costruire
29. Paura dei temporali
30. Caillou e la pittura
31. Tutti in posa
32. Un brutto mal di gola
33. Lo spettacolo dei burattini
34. Caillou babysitter
35. I Fumetti del sabato mattina
36. Giocare con le nuvole
37. La fatina dei Denti
38. La neve di Caillou
39. Giocare insieme
40. Il gioco Delle Ombre
41. La festa a Sorpresa
42. Disegnare al computer
43. Che bello l'autolavaggio
44. Un bel pic nic
45. Lo zoo in giardino
46. Una squadra di cuochi
47. La Valigia di Caillou
48. La prima foglia di Caillou
49. Caillou e le parole nuove
50. Festa con Sorpresa
51. Una sorpresa per la mamma
52. Caillou va in cerca di Gillbert
53. Caillou e la colazione a sorpresa
54. Caillou non ha più paura di tutto
55. Caillou mette a posto i giocattoli
56. Caillou e il circo
57. Caillou ha paura del buio
58. Caillou va dal dottore
59. Caillou fratello maggiore
60. Caillou va a fare la spesa
61. Caillou nella vasca da bagno
62. Caillou si veste da solo
63. Caillou fa il giro dell'isolato
64. Caillou e il nascondiglio speciale
65. Caillou e il regalo di compleanno
66. Caillou e Gillbert
67. Caillou e la buona notte d'estate
68. Caillou va in gita allo zoo
69. Caillou e una giornata piovosa
70. Caillou e le vacanze al mare in Canada
71. Caillou e le scarpe nuove
72. Caillou e il Pupazzo di neve parlante
73. Caillou e l'amico immaginario
74. Caillou aiuta a raccogliere le foglie
75. Caillou e l'amichetto più grande
76. Caillou e i colori
77. Caillou spedisce una lettera
78. Caillou impara a nuotare
79. Caillou e la nuova babysitter
80. Caillou impara a pattinare
81. Caillou ha un nuovo amico
82. Caillou e il suo papà
83. Caillou e il parco dei divertimenti
84. Il pulmino della scatola di Caillou
85. Caillou bada a Rosie
86. Caillou e il calzino mancante
87. Caillou litiga
88. Caillou sta crescendo
89. Caillou e il grande scivolo
90. Caillou porta a spasso il cane
91. Rosie dà fastidio a Caillou
92. Lo show di Caillou
93. Gilbert va dal veterinario

## Personaggi
- Caillou: è un bambino che ha 4 anni, protagonista della serie. Ha molti amici e gli piacciono molto i dinosauri e i pompieri. È doppiato da Gaia Bolognesi.
- Papà: è il padre di Caillou e ha 30 anni. È un padre molto premuroso e a volte molto brusco, adora molto giocare con suo figlio. È doppiato da Davide Marzi.
- Mamma: è la madre di Caillou e ha 27 anni. È molto affettuosa, ha un carattere molto forte e resta ferma sulle sue idee. In molti episodi si dimostra essere molto paziente e di assecondare ogni capriccio di suo figlio. È doppiata da Milvia Bonacini.
- Rosie: è la sorella minore di Caillou, ha 2 anni, a volte è co-protagonista delle avventure di suo fratello e di solito gioca con suo padre alle bambole. Adora mangiare gli spaghetti al pomodoro, come tutti gli altri membri della sua famiglia. Le piace stare al computer, giocare con Caillou e va sempre a letto tardi. È doppiata da Angelica Bolognesi.
- Nonna: è la nonna materna di Caillou, ha 62 anni e spesso bada ai suoi nipotini, leggendogli fiabe, passando a volte molto tempo a fare la babysitter. È doppiata da Cristina Dian.
- Nonno: è il nonno materno di Caillou, ha 65 anni e coltiva un orto di verdure e a volte pianta alberi insieme ai nipotini. È doppiato da Rino Bolognesi.
- Leo: è il miglior amico di Caillou. Ha la sua stessa età e la medesima passione per i dinosauri e va nella sua stessa scuola. All'inizio non andava d'accordo con Caillou, ma grazie a Clementina i due fanno amicizia.
- Sarah: è un'amica di Caillou e ha 6 anni, sa già scrivere e leggere e insieme a Caillou ha costruito una casetta in cui giocano.
- Clementina: è la migliore amica di Caillou, ha la sua stessa età e di solito gioca con lui. Adora giocare a calcio e basket. Vanno alla stessa scuola.
- Gilbert: è il gatto della famiglia di Caillou, ha 6 anni, anche se sembra pigro, ha dimostrato di essere molto geloso della gattina che Caillou accoglie e alla fine sembra felice che se ne vada. Odia il disordine. Nella versione in live action è il pupazzo che ha una parlantina.
- La signorina Martin: è la maestra di Caillou e con tutti i suoi alunni è paziente alle loro birichinate e ogni giorno insegna cose nuove. Sembra saper suonare molto bene gli strumenti musicali e ha circa 26 anni.
- Jason e Jeffrey: due gemelli dispettosi, amici di Caillou. Hanno la sua stessa età e vanno a scuola con lui.